# Geauga County
Geauga County ist ein County im Bundesstaat Ohio der Vereinigten Staaten. Der Verwaltungssitz (County Seat) ist Chardon.

## Geographie
Das County liegt fast im äußersten Nordosten von Ohio, ist im Norden etwa 15 km vom Eriesee, dem südlichsten der fünf Großen Seen, entfernt und hat eine Fläche von 1057 Quadratkilometern, wovon zwölf Quadratkilometer Wasserfläche sind. Es grenzt im Uhrzeigersinn an folgende Countys: Lake County, Ashtabula County, Trumbull County, Portage County, Cuyahoga County und Summit County.

## Geschichte
Geauga County wurde am 31. Dezember 1805 aus Teilen des Trumbull County gebildet. Benannt wurde es nach dem indianischen Namen für den Grand River, der ‘Sheauga sepe’ lautet, was übersetzt „Waschbärfluss“ heißt.
18 Bauwerke und Stätten des Countys sind im National Register of Historic Places eingetragen (Stand 16. April 2018).

## Demografische Daten

Alterspyramide des Geauga County

Nach der Volkszählung im Jahr 2000 lebten im Geauga County 90.895 Menschen. Davon wohnten 1.047 Personen in Sammelunterkünften, die anderen Einwohner lebten in 31.630 Haushalten und 24.987 Familien. Die Bevölkerungsdichte betrug 87 Einwohner pro Quadratkilometer. Ethnisch betrachtet setzte sich die Bevölkerung zusammen aus 97,42 Prozent Weißen, 1,22 Prozent Afroamerikanern, 0,08 Prozent amerikanischen Ureinwohnern, 0,42 Prozent Asiaten, 0,01 Prozent Bewohnern aus dem pazifischen Inselraum und 0,14 Prozent aus anderen ethnischen Gruppen; 0,71 Prozent stammten von zwei oder mehr Ethnien ab. 0,59 Prozent der Bevölkerung waren spanischer oder lateinamerikanischer Abstammung.
Von den 31.630 Haushalten hatten 37,1 Prozent Kinder und Jugendliche unter 18 Jahre, die bei ihnen lebten. 68,9 Prozent waren verheiratete, zusammenlebende Paare, 7,2 Prozent waren allein erziehende Mütter, 21,0 Prozent waren keine Familien, 17,6 Prozent waren Singlehaushalte und in 6,9 Prozent lebten Menschen im Alter von 65 Jahren oder darüber. Die Durchschnittshaushaltsgröße betrug 2,84 und die durchschnittliche Familiengröße lag bei 3,24 Personen.
Auf das gesamte County bezogen setzte sich die Bevölkerung zusammen aus 28,4 Prozent Einwohnern unter 18 Jahren, 6,4 Prozent zwischen 18 und 24 Jahren, 26,6 Prozent zwischen 25 und 44 Jahren, 26,7 Prozent zwischen 45 und 64 Jahren und 12,0 Prozent waren 65 Jahre alt oder darüber. Das Durchschnittsalter betrug 39 Jahre. Auf 100 weibliche Personen kamen 96,8 männliche Personen. Auf 100 Frauen im Alter von 18 Jahren oder darüber kamen statistisch 94,3 Männer.
Das jährliche Durchschnittseinkommen eines Haushalts betrug 60.200 USD, das Durchschnittseinkommen der Familien betrug 67.427 USD. Männer hatten ein Durchschnittseinkommen von 48.443 USD, Frauen 30.567 USD. Das Prokopfeinkommen betrug 27.944 USD. 2,8 Prozent der Familien und 4,6 Prozent der Bevölkerung lebten unterhalb der Armutsgrenze. Davon waren 6,1 Prozent Kinder oder Jugendliche unter 18 Jahre und 5,1 Prozent waren Menschen über 65 Jahre.